# فومیو سایتو
فومیو سایتو (انگلیسی: Fumio Saito; ۲۲ اوت ۱۹۵۳ – ۲۵ مارس ۲۰۱۹) بازیکن بسکتبال اهل ژاپن بود.